# كاوتشي لا تور
كاوتشي لا تور (بالفرنسية: Cauchy-à-la-Tour)‏ هي بلدية تقع في إقليم باد كاليه من منطقة نور با دو كاليه في شمال فرنسا. تبلغ مساحة هذه المدينة 3.13 (كم²)، وترتفع عن سطح البحر 115 م، يبلغ عدد سكانها 2856 نسمة حسب إحصاء المعهد الوطني للإحصاء والدراسات الاقتصادية سنة 2009 م. وترأس Eugène Fontaine البلدية خلال فترة (2008-2014).

## أعلام
- فيليب بيتان